# David Askevold
David Askevold, né le 30 mars 1940 à Conrad au Montana et mort le  23 janvier 2008 à Halifax en Nouvelle-Écosse, est un artiste canadien, figurant parmi les pionniers de l'art conceptuel, de l'expérimentation vidéo et photographique.

## Biographie

### Professeur au NSCAD
David Askevold a quitté les États-Unis en 1968, après ses études, pour s'établir à Halifax et enseigner au Nova Scotia College of Art and Design. Il y a conçu et dirigé un nouveau cours, nommé Projects Class, dans lequel ses étudiants étaient amenés à réaliser des projets d’œuvres soumis par des artistes invités, parmi lesquels se trouvèrent Jan Dibbets, Robert Barry, Dan Graham, Douglas Huebler, Joseph Kosuth, Sol LeWitt, Lucy Lippard, Robert Smithson, ou encore Lawrence Weiner. La Projects Class proposait ainsi une pédagogie innovante et contribua à imposer le NSCAD comme un lieu essentiel de production et de diffusion internationale de l'art conceptuel.
David Askevold a par la suite continué à enseigner au NSCAD durant la majeure partie de sa carrière ainsi que, périodiquement, à  l'Université York, à la California Institute of the Arts, au Minneapolis College of Art and Design, et au Art Center College of Design, en Californie.

### Son œuvre
David Askevold a principalement porté ses expérimentations sur la sculpture, les installations, la vidéo, la photographie et les images numériques, sans toutefois s'y limiter. Aussi bien influencées par la musique country que les jeux, les rituels, l'histoire, l’anthropologie ou les rêves, ses œuvres sont souvent complexes et déclinées sous plusieurs formes.
Elles sont conservées notamment au Musée des beaux-arts du Canada, au Musée d'art contemporain de Los Angeles et au Musée Hammer.

## Œuvres
- Fill (1970), vidéo, 8 minutes 20 secondes
- Kepler’s Music of the Spheres (1971-1973)
- Rubber Band (1971)
- Learning about Cars and Chocolate (1972), film noir et blanc, 20 minutes 30 secondes
- L'esprit frappeur (1974-1979)
- The Ambit (1975-1976)
- Very Soon You Will (1977)[7], vidéo, 28 minutes
- One of the Ten States in the West (1978 – 1979)
- Poltergeist (1979)[8]
- Bliss D.F. (1979), vidéo, 8 minutes 25 secondes
- Two Hanks (2002), vidéo, 25 minutes 30 secondes